# 塞維·巴列斯特羅斯
塞維·巴列斯特羅斯（西班牙語：Severiano Ballesteros，1957年4月9日—2011年5月7日），西班牙已退役職業高爾夫球選手。世界排名曾達第一位累計61周。他共獲得過5個大滿貫賽事的冠軍，在1979年、1984年與1988年贏過三屆英國公開賽冠軍。1980年成為首位在奧古塔斯名人賽封王的歐洲選手，1983年再次稱霸。他也是萊德杯歐美高球對抗賽最具影響力人物，三十七場比賽共獲二十分，還曾以球員和領隊的身份幫助歐洲隊五奪萊德盃。於2007年退役。
巴列斯特羅斯以超炫創意式打法聞名球壇。2007年因膝傷與背部問題被迫退休前，生涯共摘八十七座冠軍。
2008年10月10日，巴勒斯特羅斯在馬德里的醫院發表聲明，表示被診斷出罹患腦癌；2011年5月7日巴列斯特羅斯過世。

## 外部連結
- PGA歐洲巡迴賽網站上的介紹
- PGA巡迴賽網站上的介紹
- 高球傳奇人物白爾斯特羅斯證實罹患腦瘤[永久]